# 민영기 (축구인)
민영기(한국 한자: 閔榮基, 1976년 3월 28일 ~ )는 대한민국의 은퇴한 축구 선수이며 현 지도자이다. 선수 시절 포지션은 수비수이다.

## 축구인 경력

### 선수 경력
1999년 울산 현대 호랑이에 연습생 신분으로 입단하여 1시즌 간 활약한 후 정식 계약을 체결하였다. 하지만 고재욱 감독이 사퇴한 후 많은 출전 기회를 잡지 못하였고 시즌 종료 후 울산 현대미포조선으로 이적하였다.
2004년 대구 FC로 이적하며 프로 무대에 복귀하였다.
2006년 대전 시티즌으로 이적하여 3시즌 간 활약하였다. 2008 시즌 종료 후 은퇴를 결심하고 대전의 유소년 코치로 부임할 계획이었으나 무산되었고 부산 아이파크로 이적하며 선수 생활을 이어갔다.
2010년 내셔널리그의 신생 클럽 용인시청에 입단하였다. 2012년엔 플레잉코치로 활약한 후 은퇴하였다.

### 지도자 경력
2012년 용인시청에서 플레잉코치로 활약한 후 정식 코치로 부임하였다.